# Hanji

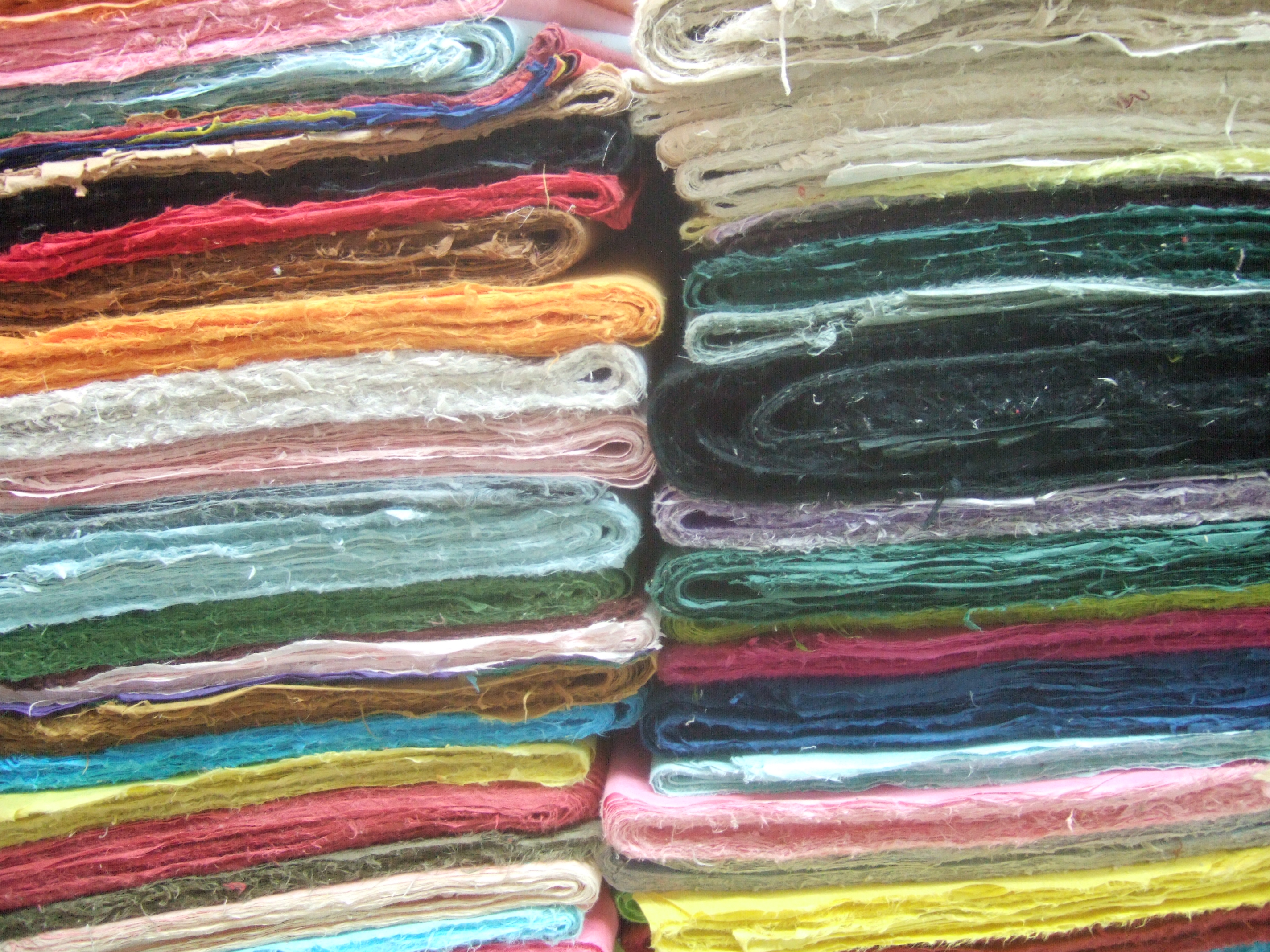
Papel da Coreia

Hanji (Coreano: 한지/韓紙) ou "o papel da Coreia" é um tipo de papel tradicional feito artesanalmente na Coreia. O Hanji é feito com a casca interna da amoreira-do-papel (Broussonetia papyrifera), uma amoreira nativa da Ásia que cresce nas encostas de montanhas rochosas. Trata-se de uma fibra resistente, suave e de alta qualidade.
A produção manufaturada de Hanji existe há mais de 1500 anos. É um processo trabalhoso, lento e complicado. As amoreiras são cortadas no inverno, passam por um processo a vapor para remover a casca externa. A madeira da casca interna é cozida por 4 a 5 horas em uma panela de ferro com uma solução alcalina a base de cinzas de uma planta, que pode variar de acordo com o resultado desejado. A fibra é removida da solução e enxaguada para remoção de restos da casca externa e outras partículas. Depois, o material é batido em uma superfície de pedra plana por cerca de 1 hora. Em seguida, adiciona-se água e um adesivo natural. A polpa é então tensionada em uma tela de bambu, que é sacudida pra frente e para trás para criar um padrão cruzado de fibras. Quando a água estiver drenada, fica uma camada pastosa semelhante a uma folha de papel molhado. As folhas são empilhadas em paineis de madeira e colocadas para secar no sol. Com as folhas secas, as fibras se unem e formam o Hanji.
O papel coreano possui uma grande variedade de utilidades. Em casas tradicionais (hanok), usa-se para cobrir portas e janelas e assim controlar a temperatura e a umidade. Pode ser misturado com algodão na fabricação de roupas. Nas artes, é utilizado para caligrafia e pintura e é uma material muito apreciado por artesãos na criação de lâmpadas, leques e móveis. As lanternas formam um lindo espetáculo no Festival das Lanternas de Seul.
Uma de suas principais qualidades é a sua durabilidade. Existem documentos históricos bem preservados que remontam a mais de 800 anos de idade. Apesar de sua excelência, o Hanji perdeu sua força nos dias atuais por causa de seu longo processo de produção e em pequena quantidade, voltado para mercados especializados, em comparação à produção industrializada e massiva de papéis modernos mais baratos. Hoje existem poucas fábricas de Hanji em ativa. Desde a virada do século, o governo tem subdisiado a indústria devido ao seu valor cultural.